# Brother Records
Brother Records es una discográfica estadounidense formada en octubre de 1966, y con los derechos registrados y también la propiedad intelectual de The Beach Boys.

## Historia
En 1966 los beach boys con el director comercial Nick Grillo formaron Brother Records, también introduciendo a Van Dyke Parks, un amigo David Anderle controlaba la organización en una oficina en Sunset Boulevard en Los Ángeles. Todo empezó por la baja motivación que daba Capitol Records para nuevos proyectos como SMiLE, la nueva empresa le daba más poder a la banda para grabar lo que deseaban. 
Los accionistas del sello discográfico, eran los mismos integrantes de la banda, Brian, Carl, y Dennis, con su primo hermano Mike Love, y su amigo Al Jardine y Bruce Johnston, quién negoció su parte de la discográfica en 1971.
Numerosos álbumes de The Beach Boys fueron publicados bajo el dúo Brother/Reprise sello de los años 1970, incluyendo Sunflower, Holland y 15 Big Ones.
Los primeros lanzamientos de Brother eran los nuevos y raros materiales que la banda iba produciendo, como el sencillo "Heroes and Villains" y el álbum Smiley Smile.
El icono de Brother Records es obra de Cyrus Dallin, originalmente es una estatua de bronce.

## Discografía
| Artista               | Título                                   | Año  |
| --------------------- | ---------------------------------------- | ---- |
| The Beach Boys        | Smiley Smile                             | 1967 |
| The Beach Boys        | Sunflower                                | 1970 |
| The Flame             | The Flame                                | 1970 |
| Dennis Wilson         | "Sound of Free"/"Lady"                   | 1970 |
| The Beach Boys        | Surf's Up                                | 1971 |
| Carl and The Passions | Landlocked                               | 1971 |
| The Beach Boys        | Carl and the Passions - "So Tough"       | 1972 |
| The Beach Boys        | Holland                                  | 1973 |
| The Beach Boys        | The Beach Boys in Concert                | 1973 |
| The Beach Boys        | Good Vibrations - Best of The Beach Boys | 1975 |
| The Beach Boys        | 15 Big Ones                              | 1975 |
| The Beach Boys        | Love You                                 | 1977 |
| The Beach Boys        | M.I.U. Album                             | 1978 |
| The Beach Boys        | L.A. (Light Album)                       | 1979 |
| The Beach Boys        | Keepin' the Summer Alive                 | 1980 |
| The Beach Boys        | Ten Years of Harmony                     | 1981 |

### Libros
- Badman, Kieth (2004). The Beach Boys: The Definitive Diary of America's Greatest Band On Stage and In the Studio. Backbeat Books. ISBN 0-87930-818-4.
- Edwards, David; Patrice Eyries, Mike Callahan (2004). Brother Records Album Discography. Retrieved January 26, 2006.

- Datos: Q990796